# Ohbayashia fuscoaenea
Ohbayashia fuscoaenea är en skalbaggsart som beskrevs av Hayashi 1974. Ohbayashia fuscoaenea ingår i släktet Ohbayashia och familjen långhorningar.
Artens utbredningsområde är Taiwan. Inga underarter finns listade i Catalogue of Life.